# 川南町議会
川南町議会（かわみなみちょうぎかい）は、宮崎県児湯郡川南町の議会である。

## 概要
- 定数：13人[注釈 1]
- 任期：
- 選挙区：町全体を1選挙区とする大選挙区制（単記非移譲式）
- 議長：
- 副議長：

## 組織

### 常任委員会
総務厚生常任委員会
総務課、まちづくり課、財政課、税務課、会計課、町民健康課、福祉課、議会事務局及び他の委員会に属しない事項に関する事務の調査並びに議案、請願、陳情等の審査
文教産業常任委員会
建設課、産業推進課、農地課、環境課、上下水道課及び教育課に関する事務の調査並びに議案、請願、陳情等の審査

## 中学校統合をめぐる解散請求

### 経緯
川南町においては、北部の唐瀬原中学校と南部の国光原中学校を統合して中学校を新設する計画が2015年（平成27年）から進められていた。両中学校は、いずれも建設から半世紀近くが経過し、老朽化が進んでいることに加え、生徒数の減少から、各学年1学級となる可能性が指摘されていた。
2019年（令和元年）6月には、同年3月の学校規模適正化審議会から町教委に対する答申を受けて、教育委員会が全会一致で中学校再編（中学校の統合）について可決していた。
2021年（令和3年）2月には、町長と教育長の連名で中学校統合に対する住民アンケートを実施し、その結果、中学校統合への賛成が57.1%、反対が9.6%、「わからない」が32.9%という結果となった。ただし、この住民アンケートは、町内の小中学校及び保育園等の保護者1,425人及び一般町民から無作為に抽出された500人を対象としたものであり（回収率70.4%）、全町民を対象としたものではなかった。
同年5月には、町教委から学校規模適正化審議会に対して「川南町立中学校の統合に係る基本方針」と「新設中学校の候補地」についての諮問がなされ、同年8月には、新中学校の候補地を「サンA川南文化ホール・町立図書館東側及びその周辺」が妥当であるとする答申がなされた。この答申を受けて、同年11月、教育委員会は、新中学校の候補地を「サンA川南文化ホール・町立図書館東側及びその周辺」とすることを全会一致で可決した。
同年12月、町は、町議会の議決を経て、「川南町立中学校統合整備基本計画」を発表した。
その後、中学校統合に係る事業費が約57億5000万円に上ることが判明し、2023年（令和5年）4月23日の町長選及び町議選においては、中学校統合計画の是非が争点となった。町長選では、将来的な統合に同意しつつ財政への影響を懸念して新設の撤回を訴えた新人の東高士が、現職の日髙昭彦を破って当選し、町議選では、東の方針を支持する7人が当選して議会の過半数を占めた。
※当日有権者数：12,334人 最終投票率：64.28%（前回比：-1.56pts）
| 候補者名 | 年齢 | 所属党派 | 新旧別 | 得票数  | 得票率 | 推薦・支持 |
| -------- | ---- | -------- | ------ | ------- | ------ | ---------- |
| 東高士   | 72   | 無所属   | 新     | 4,080票 | %      |            |
| 日髙昭彦 | 63   | 無所属   | 現     | 3,748票 | %      |            |

その結果、同年6月、町が中学校統合新設計画の廃止議案を議会に提案し、賛成多数で可決された
その後、町議会では、町長派と反町長派の対立が続き、例えば、「川南町文化ホール・図書館複合施設」（トロントロンドーム）をめぐっては、選定委員会（委員長：河野秀二副町長）による指定管理者の選定手続が不透明であるとの批判が生じ、町商工会などの団体から百条委員会の設置を求める請願が町議会に提出されるに至った。この請願については、2024年（令和6年）6月18日に採決が行われ、反対多数で否決された。
こうした中で、同年7月に、東町長が辞職・病死し、同年8月11日の町長選においては、東町長の路線を継承するとした河野秀二（副町長）を破って、宮崎吉敏（町商工会長）が当選した。
※当日有権者数：12,123人 最終投票率：57.83%（前回比：-6.45pts）
| 候補者名 | 年齢 | 所属党派 | 新旧別 | 得票数  | 得票率 | 推薦・支持 |
| -------- | ---- | -------- | ------ | ------- | ------ | ---------- |
| 宮崎吉敏 | 71   | 無所属   | 新     | 4,426票 | %      |            |
| 河野秀二 | 68   | 無所属   | 新     | 2,498票 | %      |            |

その結果、町執行部と町議会との間でねじれが生じ、同年9月議会では、副町長の選任案や教育委員会委員の再任案が不同意とされたり、川南パーキングエリアに隣接する「かわみなみPLATZ」の指定管理者として「川南まちづくり株式会社」を指定する議案が否決される事態に陥った。

### 解散請求
こうした事態を受けて、同年10月からは、押川義光（元副町長）を代表者とする住民グループが「議会が機能不全に陥っている」などとして、町議会のリコールを求める署名活動を開始し、町商工会、農協、漁協、観光協会の4団体が活動を広げた結果、有効署名数は、有権者（約12,000人）の3分の1を大きく上回る5,007人に上った。町議会の解散を求める署名は、同年11月に町選挙管理委員会に対して提出され、同年12月24日には、リコール請求が受理され、60日以内に町議会解散の是非を問う住民投票が実施されることとなった。川南町で住民投票が実施されるのは、本件が初めてである。
なお、同年12月には、18歳以上の住民12,129人を対象として再び住民アンケートが実施され（回収率32%）、有効回答3,498のうち、1,765人（50.5%）が中学校を統合して校舎を新たに整備することが適切であると回答した。
2025年（令和7年）1月7日、リコール請求が受理されたことなどを踏まえて、臨時議会において町議会の自主解散を求める決議案が審議されたが、賛成議員は6人にとどまり、反対多数によって否決された。
同年1月10日、町は、選挙管理委員会の議決を経て、町議会解散の賛否を問う住民投票の告示日を同年1月20日、投票日を2月9日とすることを告示した。同年2月9日、住民投票の結果、賛成4,230、反対1,768となり（当日有権者数11,973人、投票率50.51%）、町議会は即日解散し、40日以内に町議選が行われることとなった。議会のリコールが成立するのは、宮崎県内では2002年（平成14年）に北浦町で成立して以来23年ぶりであり、日本国内では2012年（平成24年）に山梨県西桂町で成立して以来13年ぶりである。
同年2月10日、選挙管理委員会は、町議選の告示日を2月25日、投票日を3月2日とすることを決定した。